# Араваноподобни
Араваноподобните (Osteoglossiformes) са разред животни от клас Актиноптери (Actinopteri).
Таксонът е описан за пръв път от Чарлз Тейт Риган през 1909 година.

## Семейства
Подразред Pantodontoidei
- Pantodontidae - Пантодонтиди

Подразред Osteoglossoidei
- Arapaimidae
- Osteoglossidae – Араванови

Подразред Notopteroidei
- Gymnarchidae – Нилски гимнархи
- Mormyridae – Мормирови
- Notopteridae – Нотоптерови